# Sergéi Goryachev
Serguéi Vladímirovich Goryachev (en ruso: Сергей Владимирович Горячев; Ozherelye, 22 de octubre de 1970-Óblast de Zaporiyia, Ucrania, 12 de junio de 2023) fue un general de división ruso que se desempeñó como comandante de la base militar 201 de Rusia en Tayikistán y como Jefe de Estado Mayor de la 35. Ejército de Armas Combinadas de la Federación Rusa.

## Biografía
Serguéi Goryachev nació el 22 de octubre de 1970, en la ciudad de Ozherelye en el Óblast de Moscú en la Unión Soviética.  En 1994, se graduó de la Escuela Superior de Comando Aerotransportado de la Guardia de Ryazan y se graduó de la Academia de Armas Combinadas de las Fuerzas Armadas de la Federación Rusa en 2008. 
Originalmente el comandante de un pelotón de reconocimiento, Goryachev se desempeñó posteriormente como subjefe de reconocimiento de un regimiento y luego se desempeñó como subcomandante de una compañía de reconocimiento, comandante de una compañía de reconocimiento y comandante de un batallón de paracaidistas. De 2011 a 2013, fue subcomandante de una brigada separada de fusileros motorizados del ejército de armas combinadas del Distrito Militar Occidental , uno de los comandos operativos de Rusia. En marzo de 2013, fue nombrado jefe del grupo operativo de las tropas rusas en Transnistria. Desde el 14 de noviembre de 2018 (se reunió con el personal el 21 de noviembre de 2018), fue nombrado comandante de la Base militar rusa 201 en Tayikistán, otorgando medallas departamentales a los petroleros de la base militar rusa 201. 
En 2022, Goryachev fue reemplazado como la Base 201 por el coronel Yevgueni Kovylin y sirvió en la Invasión rusa de Ucrania. En el transcurso de la invasión y la guerra posterior, Goryachev fue el comandante de la 5.ª Brigada Separada de Tanques y fue ascendido a Jefe de Estado Mayor del Ejército. Una publicación en el servicio de mensajería Telegram informó que Goryachev y varios otros oficiales superiores habían sido abatidos el 12 de junio de 2023 por un ataque, que se dice que fue con un misil Storm Shadow, por parte de las Fuerzas Armadas de Ucrania en posiciones del ruso. Fuerzas Armadas en el Óblast de Zaporiyia de Ucrania. Tenía 52 años.